# クローンゲーム

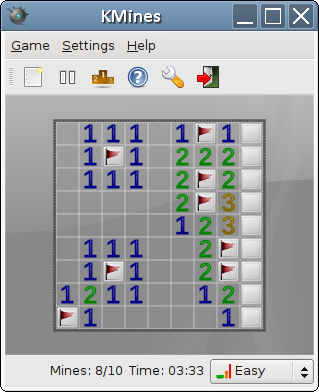
マインスイーパのクローンゲームKMines。Linux上などで動作するKDE用のプログラム。

クローンゲームとは、主に既存のゲームのコンセプトやルール、および画像や音楽を流用して新たに作られたゲームの総称である。

## 概要
名称は生物におけるクローンに基づき、同じ顔の別個体が作られるというイメージからつけられている。

## ゲームのルールやアイディアを流用したもの
この分野の歴史は非常に古く、1980年頃、『パックマン』や『スペースインベーダー』、『ギャラクシアン』などの当時の人気アーケードゲームが当時のマイコン（パソコンの当時の一般的な呼称）向けに移植されたり、別のタイトルを付けて無許可で販売されていたりなどといったことが一般的に行われていた。
『テトリス』や『コラムス』などの有名なパズルゲームが登場して以降は、これらのクローンゲームが非常に多く見られる。『Zuma』（原作は『パズループ』）のようにクローンゲームのほうが有名になった例もある。
かつて日本国内でコナミ（現コナミデジタルエンタテインメント）の『BEMANIシリーズ』を中心とした音楽ゲームが一大ブームを築いていた頃（1998年 - 2001年前後）は、『beatmania』や『ダンスダンスレボリューション』などのクローンが多く作られた。これらは、原作のゲームとは違い、ユーザーが自由に曲データを作成できるのが大きな特徴である（主な音楽ゲームのクローンに関してはBMS (音楽ゲーム)の項を参照）。
ごく稀な事例として、バリー＝ミッドウェイ（後のミッドウェイゲームズ）の『ミズ・パックマン』は元々パックマンのクローンゲームとしてリリースされたものであり、パックマンの北米での販売元がミッドウェイでもあることから、ナムコ（後のバンダイナムコエンターテインメント）の了承のもと、フルーツアイテムが動く演出、ワープルートが二本に追加、ストーリー性の導入を施したもので、ナムコとの正規ライセンスによるクローンゲームのため、日本では発売されなかった。ナムコが海外法人を設立するを期にミッドウェイからナムコに作品の知的財産権（IP）を移動され、正式にパックマンシリーズに編入された。このため、『ハロー!パックマン』への収録が日本で初めて正規に発売されたミズ・パックマンとなった。

## 主なクローンゲーム
- 記事があるゲームに限定

### ゲームのルールやアイディアを流用したもの
- Zuma - アメリカ
- BMSプレーヤー - 日本
- StepMania
- M.U.G.E.N
- osu! - オーストラリア
- Freeciv
- プリンセスラナ - 日本
- エリィのアクション - 日本
- 刀剣乱舞 - 日本

### 画像や音楽、キャラクターも流用したもの
- I Wanna Be the Guy - 元の作品も画像、音楽の流用が多く、多数の亜種が作られた。